# Moutaz Mousa Abdallah

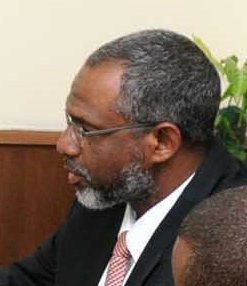
Mousa Abdullah (2015)

Moutaz Mousa Abdallah (arabisch معتز موسى عبد الله, DMG Muʿtaz Mūsā ʿAbd Allāh; * 1967) ist ein sudanesischer Politiker, der vom 10. September 2018 bis zum 22. Februar 2019 als Premierminister des Sudan amtierte. Vor seiner Ernennung war er Minister für Bewässerung und Elektrizität gewesen.

## Karriere
Moutaz Moussa Abdallah, Jahrgang 1967, promovierte Anfang der 1990er Jahre an der Fakultät für Wirtschaftswissenschaften der Universität Khartum und verfügt über zwei Masterabschlüsse, einen in Übersetzung von der Universität Khartoum und ein weiterer in Politikwissenschaft an der Al-Zaim al-Azhary-Universität.
In den frühen 1990er Jahren war er einer der Gründer der Dam Construction Unit, zuvor war er im Außenministerium tätig, bevor er Botschafter in Deutschland wurde. Die Dam Construction Unit erleichtert den Bau von Staudämmen innerhalb des Sudan und trägt zur Zusammenarbeit mit arabischen, saudischen und kuwaitischen Investoren bei und hilft als Projektmanager bei der Finanzierung von Staudammprojekten im Land.
Von Dezember 2013 bis September 2018 war er Minister für Wasserressourcen und Elektrizität.
Er wurde vom Präsidenten des Landes, Omar al-Bashir, zum Premierminister ernannt und löste Bakri Hassan Saleh nach der Auflösung der Regierung ab. Die Regierung wurde aufgelöst, nachdem es zu Protesten aufgrund der Knappheit an Brot, Brennstoffen, harten Währungen sowie der hohen Inflation gekommen war. Am 22. Februar 2019 setzte Staatspräsident Baschir die gesamte Regierung ab und erklärte für ein Jahr den Ausnahmezustand. Kommissarisch wurde Mohamed Tahir Ayala als neuer Ministerpräsident eingesetzt.